# Caydee Denney
Caydee Denney, née le 22 juin 1993 à Ocala, est une patineuse artistique américaine.
Avec son ancien partenaire Jeremy Barrett, elle a été championne des États-Unis 2010 et participé aux Jeux olympiques d'hiver de 2010. Associée depuis avec John Coughlin, elle remporte la médaille d'argent aux champion des quatre continents 2012 et un deuxième titre national.

## Palmarès
Avec deux partenaires :
- Jeremy Barrett (3 saisons : 2008-2011)
- John Coughlin (3 saisons : 2011-2014)

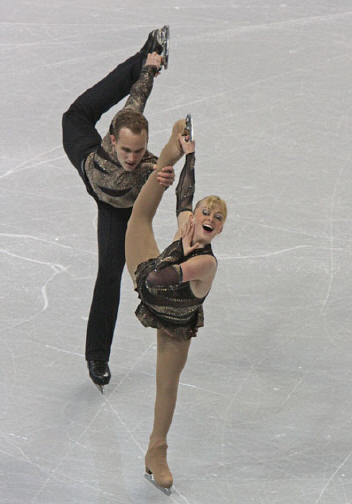
Denney et Barrett en 2009.

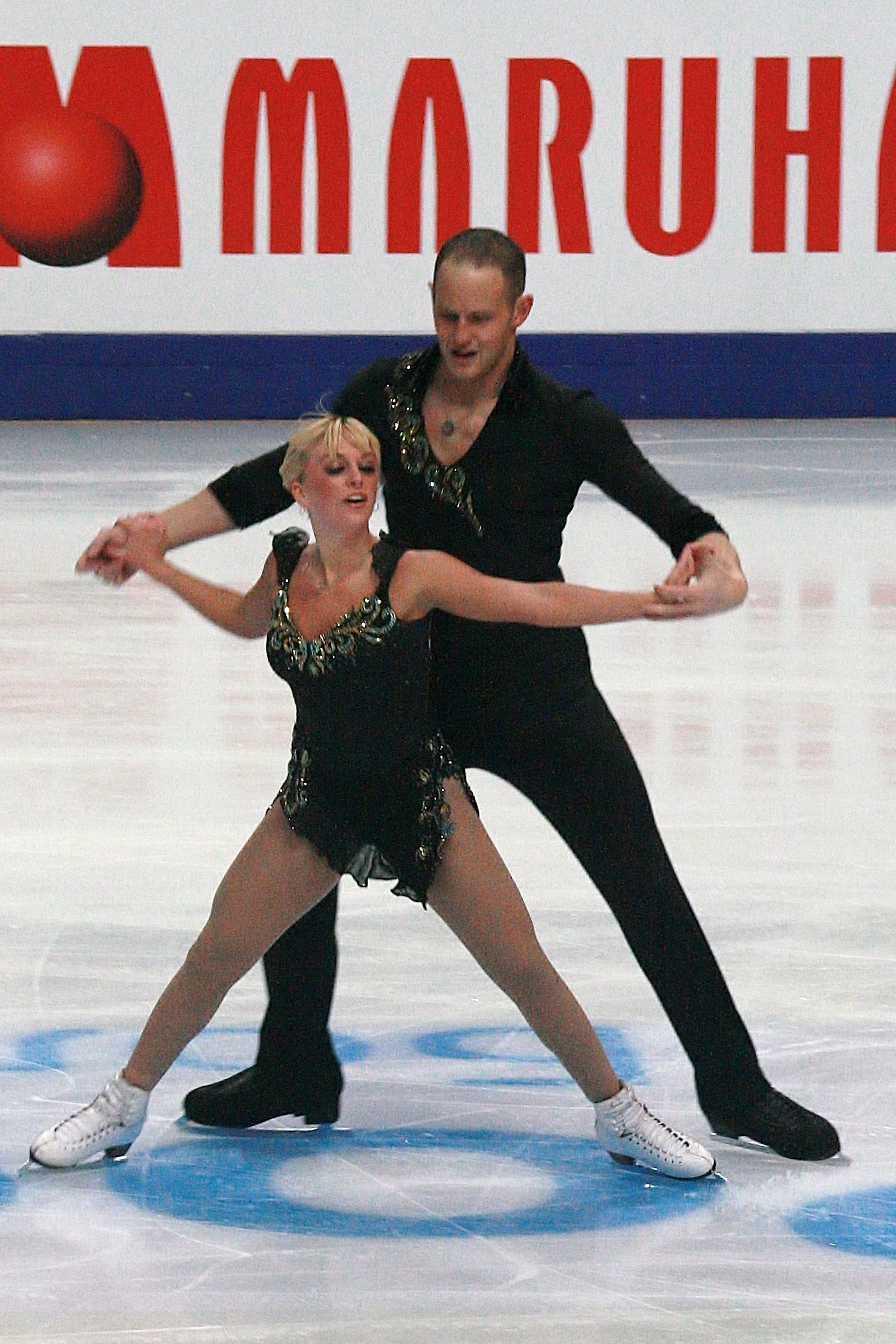
Denney et Coughlin en 2012.

| Compétition                        | 2009    | 2010    | 2011    |  | 2012    | 2013    | 2014    |  |
| Jeux olympiques d'hiver            |         | 13e     |         |  |         |         |         |  |
| Championnats du monde              | 9e      | 7e      |         |  | 8e      | F       | F       |  |
| Championnats des quatre continents | 6e      |         |         |  | 2e      |         |         |  |
| Championnats des États-Unis        | 2e      | 1re     | 3e      |  | 1re     | F       | 3e      |  |
|                                    |         |         |         |  |         |         |         |  |
| Grand Prix ISU                     | 2008/09 | 2009/10 | 2010/11 |  | 2011/12 | 2012/13 | 2013/14 |  |
| Skate America                      |         |         | 4e      |  | 4e      | 3e      | 4e      |  |
| Skate Canada                       |         | 5e      |         |  |         |         |         |  |
| Trophée de France                  |         |         |         |  |         |         | 3e      |  |
| Coupe de Russie                    |         |         |         |  |         | 3e      |         |  |
| Trophée NHK                        |         | 4e      | 5e      |  | 5e      |         |         |  |
| Légende : F = Forfait              |         |         |         |  |         |         |         |  |